# 詹姆斯·阿尔格
詹姆斯·阿尔格（James Algar，1912年6月11日—1998年2月26日）是一位美国电影导演、编剧、制片人。他在华特迪士尼工作了43年，1998年获迪士尼传奇奖。

## 生平
他毕业于斯坦福大学，大学期间曾为大学杂志绘制过卡通画。1934年，他进入迪士尼，担任动画师。1998年，他在美国加州卡梅尔自家因病逝世。

## 争议
他执导的奥斯卡获奖纪录片《白色荒野》描绘了旅鼠大规模迁徙并跳入北冰洋的场景。1982年加拿大廣播公司電視节目《Fifth Estate》中，主持人鲍勃·麦基翁发现，旅鼠的场景是在卡尔加里市中心附近的弓河拍摄的，而不是影片暗示的北冰洋。而且，麦基翁采访了一位专家，称影片中出现的旅鼠并不会迁徙，更不用说集体自杀了。